# Martin Åslund
Martin Åslund (ur. 10 listopada 1976 w Sztokholmie) – szwedzki piłkarz grający na pozycji pomocnika. Karierę piłkarską zakończył w 2009, w Assyriska FF.